# Cantón de Morlaàs
El cantón de Morlaàs era una división administrativa francesa, situada en el departamento de los Pirineos Atlánticos y la región Aquitania.

## Composición
El cantón de Morlaàs agrupaba 29 comunas:
- Abère
- Andoins
- Anos
- Arrien
- Barinque
- Bernadets
- Buros
- Escoubès
- Eslourenties-Daban
- Espéchède
- Gabaston
- Higuères-Souye
- Lespourcy
- Lombia
- Maucor
- Montardon
- Morlaàs
- Ouillon
- Riupeyrous
- Saint-Armou
- Saint-Castin
- Saint-Jammes
- Saint-Laurent-Bretagne
- Saubole
- Sedzère
- Sendets
- Serres-Castet
- Serres-Morlaàs
- Urost

## Supresión del cantón de Morlaàs
En aplicación del Decreto n.º 2014-248 de 25 de febrero de 2014, el cantón de Morlaàs fue suprimido el 22 de marzo de 2015 y sus veintinueve comunas pasaron a formar parte, veintisiete del nuevo cantón de País de Morlaàs y de Montanérès y dos del nuevo cantón de Tierras del Luys y Laderas de Vic-Bilh.